# غورادل (فولاد لوي الشمالي)
غورادل (بالفارسية: گورادل) هي قرية تقع في إيران في قسم فولاد لوي الشمالي الريفي. يقدر عدد سكانها بـ 396 نسمة بحسب إحصاء 2016.